# Robert Kalina
Robert Kalina (Viena, 29 de junio de 1955) es un diseñador austríaco del Banco Nacional de Austria. Es famoso por los diseños de los billetes de euro.

## Biografía

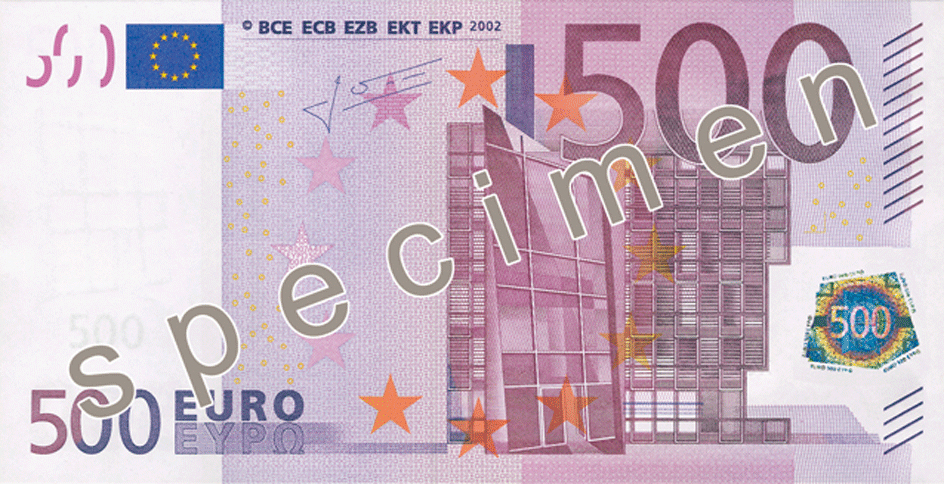
Billete de 500 €, arquitectura moderna.

Empezó tempranamente con los billetes del chelín austriaco desde 1982 volvieron a sus esbozos. Alcanzó la fama internacional, con sus diseños para billetes de euro que fueron seleccionados en septiembre de 1996 por un jurado en el que competían 44 esbozos. Una dificultad añadida era que en el diseño no debería aparecer nada que evidenciara alguna nación europea, para evitar pequeños celos nacionales. Mientras muchos otros esbozos perseveraron en la tradición de los billetes y aplicaron personalidades importantes reflejadas en retratos anónimos, Kalina renunció completamente a caras y aplicó motivos de la historia de la construcción europea con el estilo arquitectónico general de los países. En el anverso de los billetes aparecen ventanas y puertas que simbolizan el espíritu de apertura y cooperación de Europa. En el reverso el motivo representado son los puentes, una metáfora que habla de la unión de los pueblos europeos entre sí y con el resto del mundo.
Ninguno de los monumentos o edificios que aparecen en los billetes de euro existen en realidad aunque se inspiraron en elementos arquitectónicos reales. Igualmente, ninguno de los billetes incluye motivos nacionales.
La organización de los billetes de euro fue valorada después de su introducción al pueblo europeo generalmente como satisfactoria; no está planificada ninguna próxima reorganización.
Robert Kalina es también responsable del diseño de los billetes de manat introducidos el 1 de enero de 2006 en Azerbaiyán.